# Zespół Stronnictw i Ugrupowań Narodowych
Zespół Stronnictw i Ugrupowań Narodowych – środkowolitewskie ugrupowanie polityczne zrzeszające polskie partie o charakterze prawicowym i centroprawicowym. Przewodniczącym klubu ugrupowania w Sejmie Litwy Środkowej był Witold Bańkowski. 

## Zarys programu
Ugrupowanie składało się z partii o charakterze narodowo-demokratycznym, chrześcijańsko-demokratycznym i centrowym. Członkowie optowali za bezpośrednim wcieleniem Wileńszczyzny do II Rzeczypospolitej, a zatem stali w kontrze wobec ugrupowań proponujących idee autonomiczne, bądź federacyjne. Członkowie określali Sejm Litwy Środkowej mianem Sejmu Orzekającego, ponieważ według nich jedynym celem istnienia tego ciała było przyłączenie Wileńszczyzny do Polski. Według polityków ugrupowania Sejm Litwy Środkowej powinien był również przekazać wszystkie kompetencje o charakterze ustawodawczym Sejmowi Rzeczypospolitej Polskiej.

## Kompozycja
| Partia                                    | Ideologia                 | Przywódcy                                 |
| ----------------------------------------- | ------------------------- | ----------------------------------------- |
| Związek Ludowo-Narodowy                   | narodowa demokracja       | Aleksander Zwierzyński, Feliks Raczkowski |
| Narodowe Zjednoczenie Ludowe              | centroprawica             | Stanisław Brzostowski                     |
| Chrześcijańsko-Narodowe Stronnictwo Pracy | chrześcijańska demokracja | Ignacy Olszański, Mieczysław Engiel       |
| Polska Organizacja Bezpartyjnych          | centryzm                  | Wiktor Czarnowski                         |